# 西ドイツ大使館占領事件
西ドイツ大使館占拠事件(にしドイツたいしかんせんきょじけん、ドイツ語:West German Embassy siege in Stockholm)とは、1975年4月24日、スウェーデンの首都ストックホルムで発生したドイツ赤軍 (RAF)による在ストックホルム西ドイツ大使館占領事件である。実行犯はカール・ハインツ・デルボー,、ジークフリート・ハウスナー、ハンナ・エリーズカンプ、ベルンハルト・ロスナー、ルッツ・タウファー、ウルリッヒ・ヴェッセルの6名。事件の中で実行犯たちは自分たちを1974年11日9日にヴィットリヒ刑務所での集団ハンガーストライキ中に餓死したドイツ赤軍のメンバー ホルガー・マインスにちなんでコマンドー・マインスと呼称した。
ドイツ赤軍は西ドイツの刑務所に収監されているドイツ赤軍のメンバーやその他の人々の解放を目的にこの事件を発生させた。

## 経過
ドイツ赤軍の実行犯らは、大使館でディートリッヒ・ストーチャー大使を含む13人（一部の情報によると12人）を人質にとり、大使館の上層階を占拠した。
彼らはスウェーデンの警察に撤退するよう警告したが、警察は従わなかった。それに対し実行犯は人質の一人であるドイツ人駐在武官アンドレアス・フォン・ミルバッハ男爵を踊り場に立たせ、射殺した。偶然にも、射殺されたアンドレアス・フォン・ミルバッハ男爵の親戚でロシア帝国のドイツ大使を務めたヴィルヘルム・フォン・ミルバッハも1918年にモスクワのドイツ大使館で左翼社会革命党によって暗殺されている。
ちょうど数週間前に別の人道的危機を経験していた西ドイツ首相ヘルムート・シュミットは彼らとの交渉の準備ができていなかった。なので、大使館随行員ヒレガートが窓際に立たされ、3発撃たれて処刑された。ヒレガートの殺害を受けて、実行犯らは要求が満たされるまで1時間ごとに1人の人質を処刑すると宣言した。
スウェーデンの警察は突入の準備を整えていたが、突然大使館は一連の激しい爆発によって揺さぶられた。後に、実行犯の1人、ウルリッヒ・ウェッセルが手榴弾を誤って落とし、TNTを爆発させたことが判明した。この爆発によってウルリッヒ・ウェッセルは死亡した。残りの人質と実行犯は、全員重度のやけどを負った。残った実行犯たちは全員逮捕され、引き渡しを要請されたスウェーデン雇用省アンナ・グレタ・レイジョンによって西ドイツに引き渡された。ジークフリート・ハウスナーは事件後、事件のときの爆発で負った火傷の影響で、シュタムハイム刑務所で死亡した。
大使館の爆発はスウェーデン人の記者ボー・ホルムストロームによってテープに収められた。ホルムストロームは爆発が起きた時放送のため大使館の外に立っており、ものかげに隠れたあと「Lägg ut, lägg ut!」 （"Put it on, put it on!"、「放送しろ、放送しろ！」の意）と叫んだ。彼は自身の身の安全を確認すると、一連の事件についてレポートを始めた。

## 余波
ドイツ赤軍は復讐を試み、アンナ・グレタ・レイジョンはいわゆる「コマンドー・ジークフリート・ハウスナー」から繰り返し脅迫を受けた。事件の直後、彼女はスウェーデンセキュリティーサービスの保護を受けた。1977年にはノアバート・クロチャー率いるドイツ赤軍が彼女の誘拐を試みたが、失敗した。実行犯の20名以上がスウェーデンのヨーテボリ、ルンド、デンマークのグラッドサクセで逮捕された。.